# سن برناردو (کوندینامارکا)
سن برناردو (انگلیسی: San Bernardo, Cundinamarca) نام شهری در کشور کلمبیا است.